# ビジネス (岡村靖幸のアルバム)
『ビジネス』は岡村靖幸初のセルフリミックスアルバム。
2005年3月30日にDef Jam Japanより発売された。

## 概要
ライブDVD「Me-imi Tour 2004」と同日発売。同年4月不祥事により逮捕された為発売から3週間で廃盤となった。（2021年現在も再版されていない）
5曲目「adventure」は、2011年8月24日に発売されたセルフリアレンジアルバム「エチケット (ピンクジャケット)」でもリアレンジを施し収録されている。
本作は歌詞カードが添付されていない。

## 収録曲
| 全作詞・作曲・編曲: 岡村靖幸。 |                                           |          |            |      |
| #                              | タイトル                                  | 作詞     | 作曲・編曲 | 時間 |
| 1.                             | 「Intro」                                 | 岡村靖幸 | 岡村靖幸   | 1:37 |
| 2.                             | 「ア・チ・チ・チ」                        | 岡村靖幸 | 岡村靖幸   | 4:06 |
| 3.                             | 「聖書 (バイブル)」                       | 岡村靖幸 | 岡村靖幸   | 5:06 |
| 4.                             | 「come baby」(「岡村と卓球」名義シングル) | 岡村靖幸 | 岡村靖幸   | 6:13 |
| 5.                             | 「adventure」                             | 岡村靖幸 | 岡村靖幸   | 6:52 |
| 6.                             | 「Check Out Love」                        | 岡村靖幸 | 岡村靖幸   | 4:19 |
| 合計時間:                      | 合計時間:                                 | 28:13    |            |      |

### 楽曲解説
1. Intro
2004年のライブツアー「Me-imi TOUR」最終公演でのMCがそのまま収録されている。MCは岡村ではなくマニピュレーターの深澤秀行によるものである。
2. ア・チ・チ・チ
25枚目のシングル「ミラクルジャンプ」のカップリング曲。
3. 聖書 (バイブル)
7枚目のシングル。
「Me-imi TOUR」での音源がベースとなっている。シングルバージョンよりもキーが高くなっている。
4. come baby
「岡村と卓球」名義のシングル。
「フレッシュボーイ TOUR」での音源がベースとなっている。
5. adventure
「岡村と卓球」名義アルバム「The Album」収録曲。
6. Check out love
2枚目のシングル。
「Me-imi TOUR」での音源がベースとなっている。